# Vadonia bipunctata
Vadonia bipunctata là một loài bọ cánh cứng trong họ Cerambycidae.